# Beniane
Beniane là một đô thị thuộc tỉnh Mascara, Algérie. Dân số thời điểm năm 2002 là 4.53 người.